# Shire of Chittering
Shire of Chittering is een Local Government Area (LGA) in de regio Wheatbelt in West-Australië. Shire of Chittering telde 5.930 inwoners in 2021. De hoofdplaats is Bindoon.

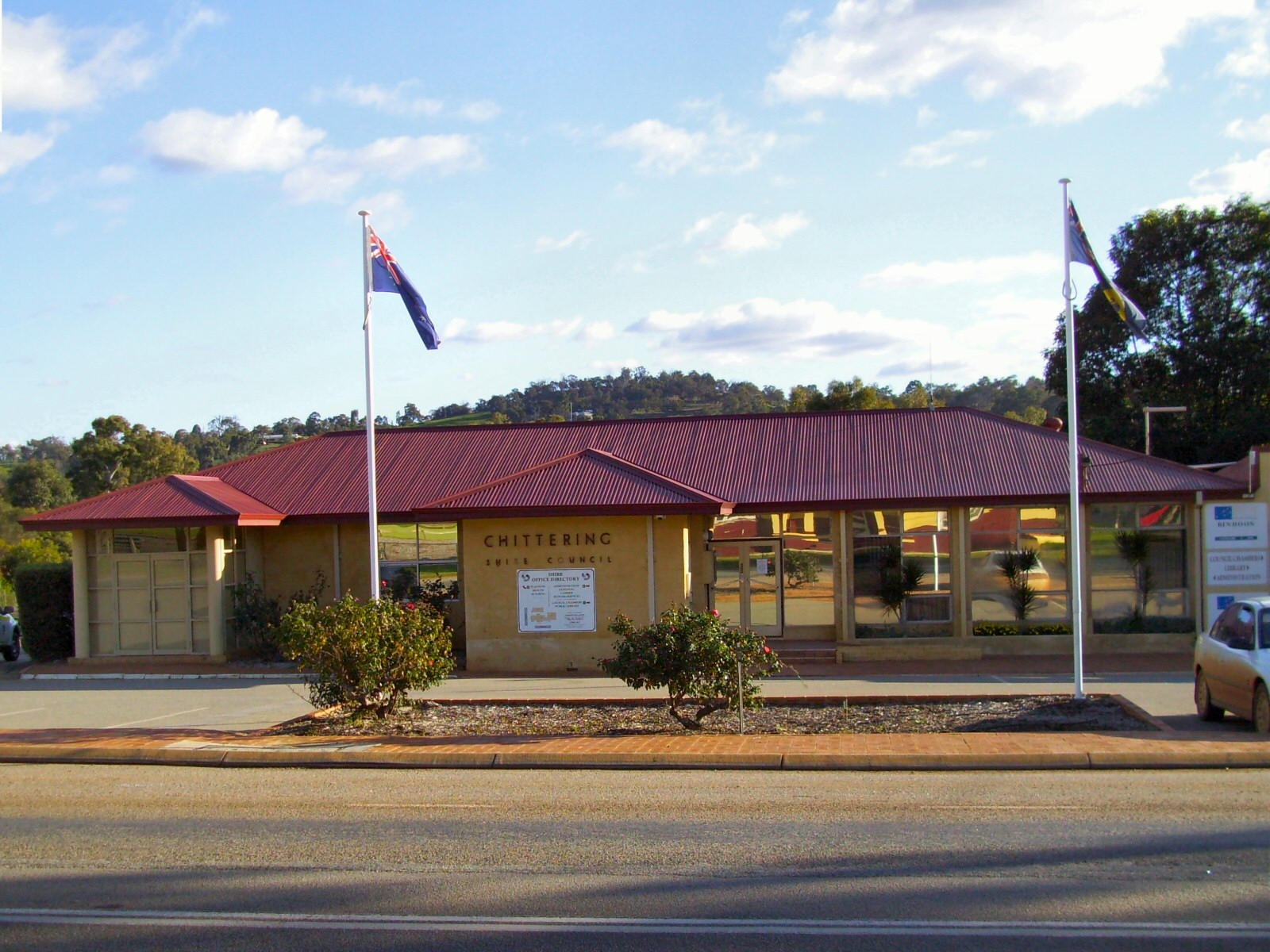
Districtskantoren Shire of Chittering

## Geschiedenis
Een groot deel van het district viel onder de bevoegdheid van de in januari 1893 opgerichte Roads Board of Gingin. Op 10 januari 1896 werd het 'Chittering Brook Road District' opgericht. Het veranderde op 7 februari 1896 van naam en werd het 'Chittering Road District'. Ten gevolge de 'Local Government Act' van 1960 veranderde het district op 23 juni 1961 weer van naam en werd de Shire of Chittering.

## Beschrijving
Shire of Chittering is een landbouwdistrict in de Wheatbelt. Het ligt langs de Great Northern Highway, is ongeveer 1.220 km² groot en ligt iets meer dan 55 kilometer ten noorden van de West-Australische hoofdstad Perth. Er ligt 230 kilometer verharde en 174 kilometer onverharde weg. In 2021 telde het district 5.930 inwoners.
In het district wordt aan grootschalige landbouw gedaan. Er worden grondstoffen als zand, grind en klei gewonnen. De 'Western Australian Meat Authority of Western Australia' heeft een grote faciliteit in Muchea. De 'Buddha Mandala Monastery' is in het district gevestigd.

## Plaatsen, dorpen en lokaliteiten
- Bindoon
- Chittering
- Lower Chittering
- Mooliabeenee
- Muchea
- Wannamal

## Bevolkingsevolutie
| Jaar | Bevolkingsaantal |
| ---- | ---------------- |
| 1921 | 388              |
| 1933 | 665              |
| 1947 | 985              |
| 1954 | 1.319            |
| 1961 | 1.004            |
| 1966 | 1.075            |
| 1971 | 1.098            |
| 1976 | 1.072            |
| 1981 | 1.210            |
| 1986 | 1.409            |
| 1991 | 1.917            |
| 1996 | 2.257            |
| 2001 | 2.752            |
| 2006 | 3.520            |
| 2011 | 4.427            |
| 2016 | 5.472            |
| 2021 | 5.930            |